# Od vnouge i velke miloscse i pomoucsi szvétoga skapulera
Od vnouge i velke miloscse i pomoucsi szvétoga skapulera (O mnogi in veliki milošči ter pomoči svetega škapulira) je prekmurski katoliški škapulir (škapulér) iz 1898, ki ga je napisal Ivan Perša. Izdala ga je tiskarna Béle Wellischa v Monoštru.
Ivan Perša je bil v tem času župnik na Dolnjem in Gornjem Seniku (danes Slovensko Porabje), kjer je ustanovil Društvo Svetega Škapulira ter Društvo Srca Jezusovega in Marijinega. Knjižica Od vnouge i velke miloscse je bila namenjena članom teh društev.
Od vnouge i velke miloscse je zelo kratka knjiga, ker ima samo 26 strani in majhen žepni format. V jeziku lahko zasledimo značilnosti dolinskega prekmurskega govora. Napr.: Düsa krscsánszka! csi sze zagvisno zvelicsati scsés, csi sze pekla zagvisno resiti scsés… I csi sze denok bojí szvéti skapulér gor zeti… zákonszki pa szvojo vörnoscso vörno zdrzsati… eli bár zmiszli… Poleg tega ima nekaj elementov iz porabskega govora goričko-prekmurskega narečja: Dobi sze pri fárnoj czérkvi na Gornyem Szaníki.
Škapulir predstavi članom društva pravilno udeležbo in razlage dogme katoliške cerkve. Perša je širil knjižico v Pečarovcih, kjer je tudi ustanovil Društvo Jezusovega Srca. Poleg tega je ponujal vernikom pesmarico in molitvenik Antona Števaneca iz Števanovcev Szrcé Jezus. To knjigo je 1917 Sombotelska škofija prepovedala.
Vu iméni Ocsé i Sziná i Dühá Szvétoga. Amen.

V Kanaánszkoj zemli kre morja sze eden velki za Karmel zové. Tü je zsivo Elijas prorok, ki je z bozsim dopüscsenyom vnouge velke csüde vcsino, i nyegov vucsenik i naszlednik Elizeus. Nyiva je doszta pobozsni mouzsov naszlëdüvalo, ka szo na Karmel brejgi, notri v votlinaj prebivali, z molitvami z posztom i z premislávanjom Bogi szlüszili. Po Krisztisovom v nébo zasztoplejnyi szo vszi krscsanszko vöro gor zéli, v ednoj votlini Mariji oltár posztávili i kak prvi med vszejmi krscseniki Marijo poszebno postüvali. Po vrejmeni szo szi eden réd napravili, poleg steroga do zsiveli, i po sterom szo sze mouzsje szami za Karmelszki réd, eden po ednom pa za karmelite zváli, i szledkar od Rímpápo potrdjeni grátali zszvojim rédom. Nej dugo potom sze je té Karmelszki réd po czejlom krscsánszkom szvejti razséro, tak ka je v vszaksem országo zozidane kolstre meo. Te sze je zdigno proti nyim neprijáteo vszega dobroga tak mocsno, ka je Honorija Rimpapo nagno, ka bi cejli réd zbriszali i zanicsali. V tom nevarnom vrejmeni szo karmelitje ednoga imenitnoga i jáko szvétoga poglavára dobili, po iméni Stok Simona. On sze je nócs i dén molo Blazsenoj Diviczi Mariji za pomócs cejli sészt lejt.